# Isola di Capri
Capri è un'isola nel golfo di Napoli, appartenente all'arcipelago Campano e parte della città metropolitana di Napoli, situata di fronte alla penisola sorrentina. Dal punto di vista amministrativo è suddivisa tra i comuni di Capri e Anacapri.

## Etimologia
Nome latino Capreae,  greco Καπρέαι. A seconda che si consideri più antico il nome latino o quello greco, si può pensare che l'isola sia stata chiamata così per l'abbondanza di capre (capra in latino) o più probabilmente di cinghiali (κάπρος in greco).

## Geografia

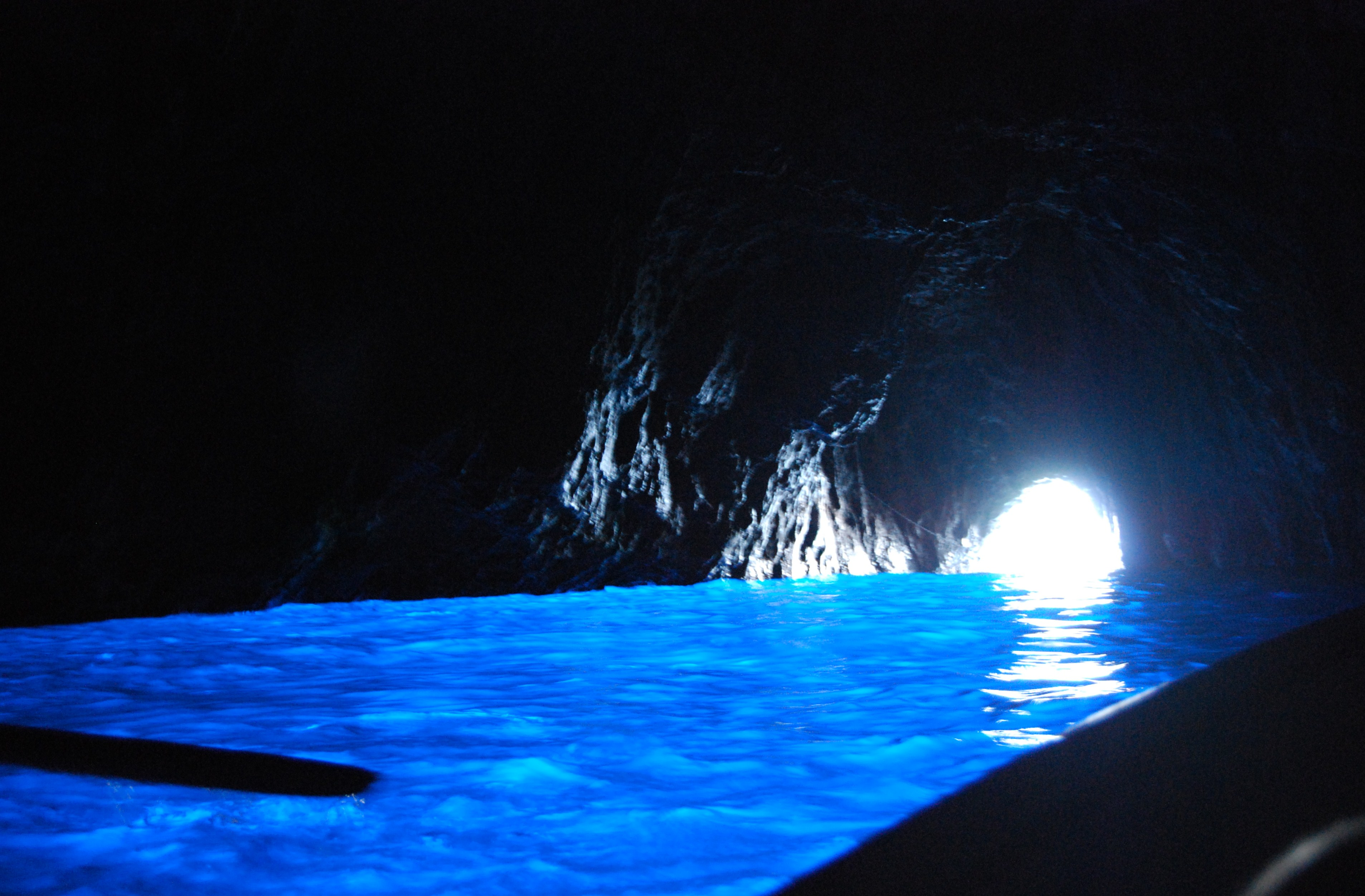
La Grotta Azzurra

L'isola è, a differenza delle vicine Ischia e Procida, di origine carsica. Inizialmente era unita alla penisola sorrentina, salvo essere successivamente sommersa in parte dal mare e separata quindi dalla terraferma, dove oggi si trova lo stretto di Bocca Piccola. Capri presenta una struttura morfologica complessa, con cime di media altezza (Monte Solaro 589 m e Monte Tiberio 334 m) e vasti altopiani interni, tra cui il principale è quello detto di "Anacapri". È al ventunesimo posto tra le isole italiane in ordine di grandezza.

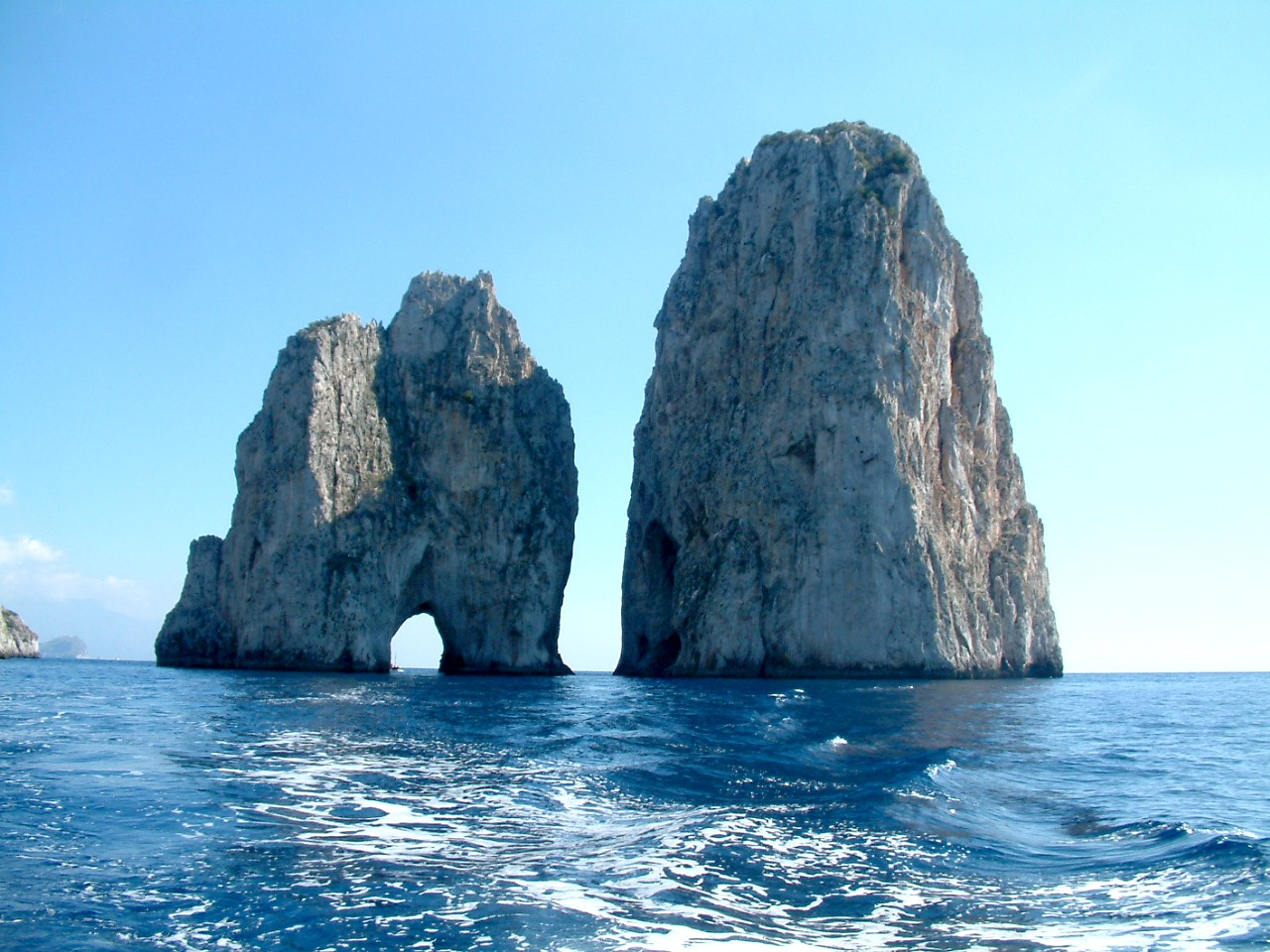
I Faraglioni

La costa è frastagliata con numerose grotte e cale che si alternano a ripide scogliere. Le grotte, nascoste sotto le scogliere, furono utilizzate in epoca romana come ninfei delle sontuose ville che vennero costruite qui durante l'Impero. La più famosa è senza dubbio la Grotta Azzurra, in cui effetti luminosi furono descritti da moltissimi scrittori e poeti.

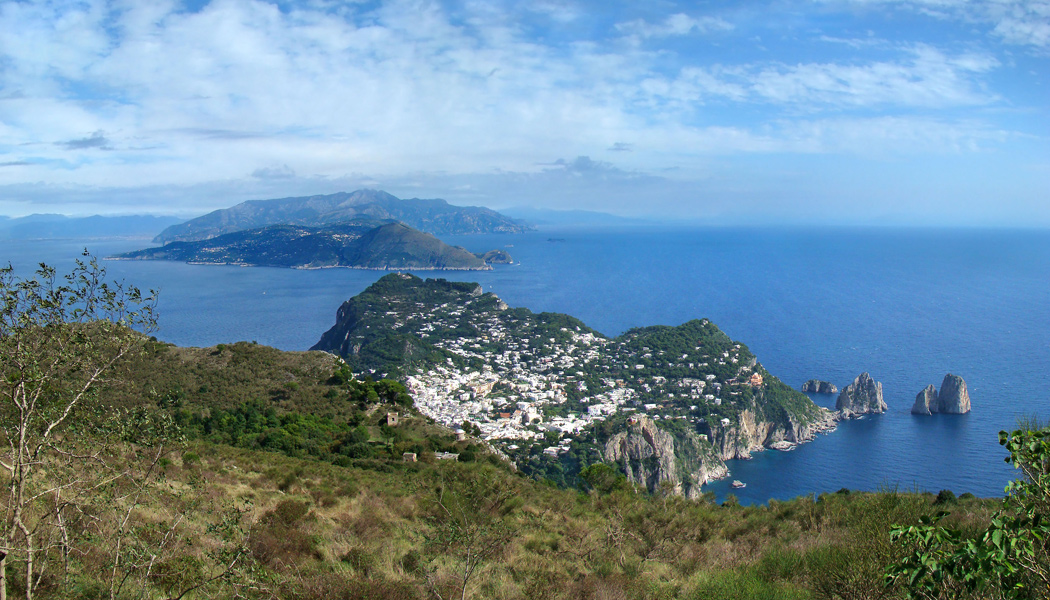
Vista dal monte Solaro

Caratteristici di Capri sono i celebri Faraglioni, tre piccoli isolotti rocciosi a poca distanza dalla riva che creano un effetto scenografico e paesaggistico; ad essi sono stati attribuiti anche dei nomi per distinguerli: Faraglione di terra (o Saetta) per quello attaccato alla terraferma, Faraglione di Mezzo (o Stella) per quello frapposto agli altri due e Faraglione di Fuori (o Scopolo) per quello più lontano dall'isola.
L'isola conserva numerose specie animali e vegetali, alcune endemiche e rarissime, come la lucertola azzurra, che vive su uno dei tre Faraglioni. La vegetazione è tipicamente mediterranea, con prevalenza di agavi, fichi d'India e ginestre. A Capri non sono più presenti sorgenti d'acqua potabile ed il rifornimento idrico è garantito da condotte sottomarine provenienti dalla penisola sorrentina. L'energia elettrica viene fornita da una società privata in loco.
I comuni in cui è suddivisa l'isola sono Capri e Anacapri. Gli altri centri abitati più importanti sono le frazioni di Capri Marina Grande e Marina Piccola.

### Clima
Nell'isola, che gode del clima mediterraneo Csa per eccellenza, si trovano la Stazione meteorologica di Capri e la Stazione meteorologica di Anacapri Damecuta. L’estate è lunga e generalmente priva di precipitazioni e l’inverno mite e moderatamente piovoso. Le mezze stagioni sono gradevolmente calde, con un picco di precipitazioni ad aprile e novembre.
| Isola di Capri (1951-1980) | Mesi | Mesi | Mesi | Mesi | Mesi | Mesi | Mesi | Mesi | Mesi | Mesi | Mesi | Mesi | Stagioni | Stagioni | Stagioni | Stagioni | Anno |
| Isola di Capri (1951-1980) | Gen  | Feb  | Mar  | Apr  | Mag  | Giu  | Lug  | Ago  | Set  | Ott  | Nov  | Dic  | Inv      | Pri      | Est      | Aut      | Anno |
| -------------------------- | ---- | ---- | ---- | ---- | ---- | ---- | ---- | ---- | ---- | ---- | ---- | ---- | -------- | -------- | -------- | -------- | ---- |
| T. max. media (°C)         | 15,0 | 15,8 | 18,1 | 20,6 | 24,5 | 28,2 | 30,9 | 31,3 | 28,0 | 23,5 | 19,1 | 16,0 | 15,6     | 21,1     | 30,1     | 23,5     | 22,6 |
| T. min. media (°C)         | 8,4  | 8,7  | 10,0 | 11,6 | 14,8 | 18,5 | 21,2 | 22,0 | 19,6 | 15,7 | 12,5 | 9,5  | 8,9      | 12,1     | 20,6     | 15,9     | 14,4 |

## Storia

Ragguagli di varii scavi e scoverte di antichità fatte nell'isola di Capri, 1793. Da BEIC, biblioteca digitale

Lo storico e geografo greco Strabone nella sua Geografia, riteneva che Capri fosse stata un tempo unita alla terraferma. Questa sua ipotesi è stata poi confermata sia dall'analogia geologica che lega l'isola alla penisola sorrentina sia da alcune scoperte archeologiche.
Nel marzo 1787  Johann Wolfgang von Goethe vide e descrisse l'isola di Capri dal mare, mentre navigava a bordo di un veliero da Napoli a Palermo.
Tra il 1927 e il 1946 i due comuni dell'isola furono aggregati in un unico comune. Dopo il 2000 è stato riproposto il ritorno ad un'unica entità amministrativa sull'isola.

## Monumenti e luoghi d'interesse

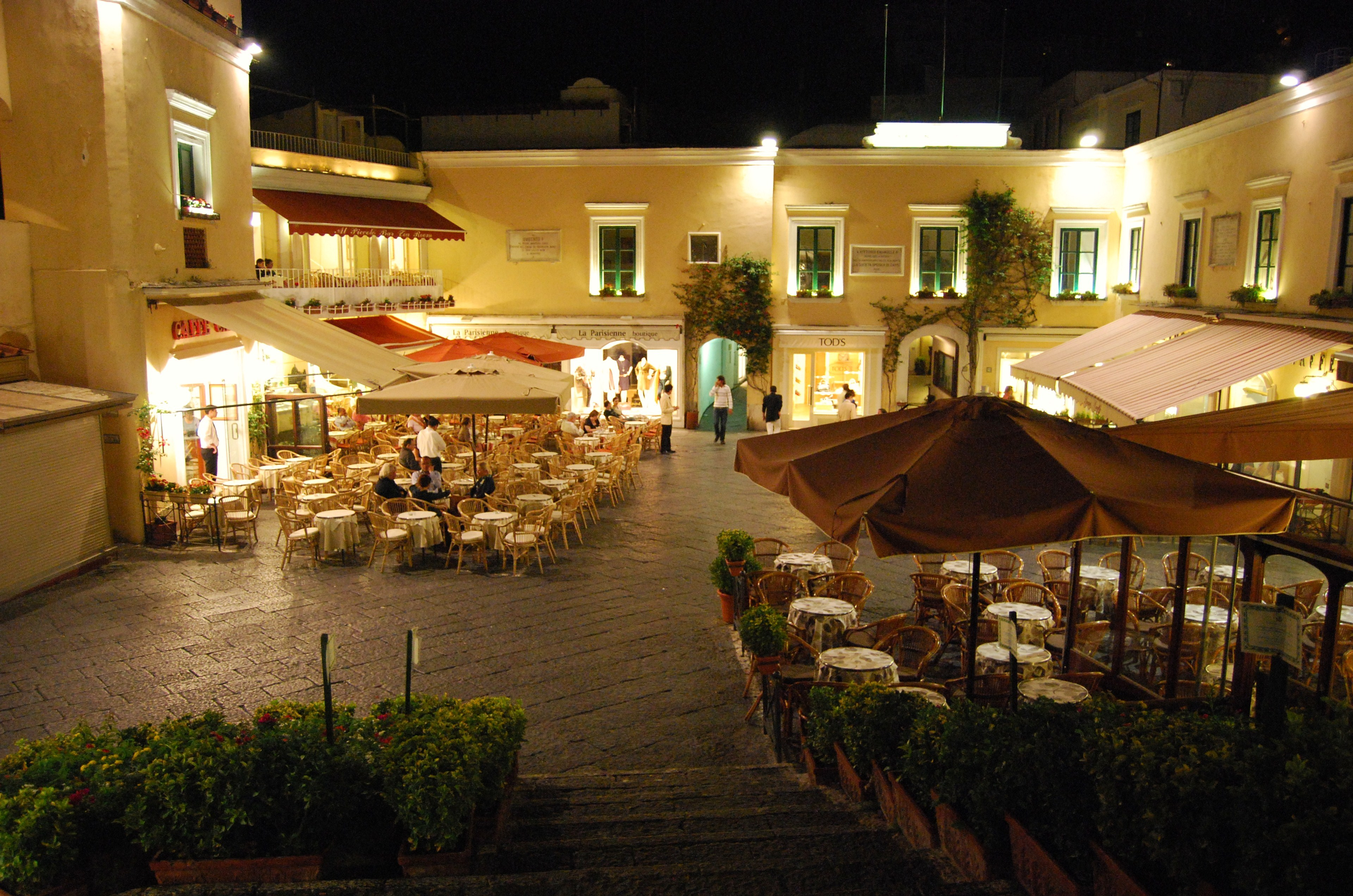
La famosa "Piazzetta"

Nell'isola vi sono numerose architetture religiose e civili di interesse storico. Diversi resti archeologici testimoniano la presenza degli antichi romani sull'isola. L'ambiente naturale è caratterizzato da diverse grotte e picchi rocciosi.

## Trasporti

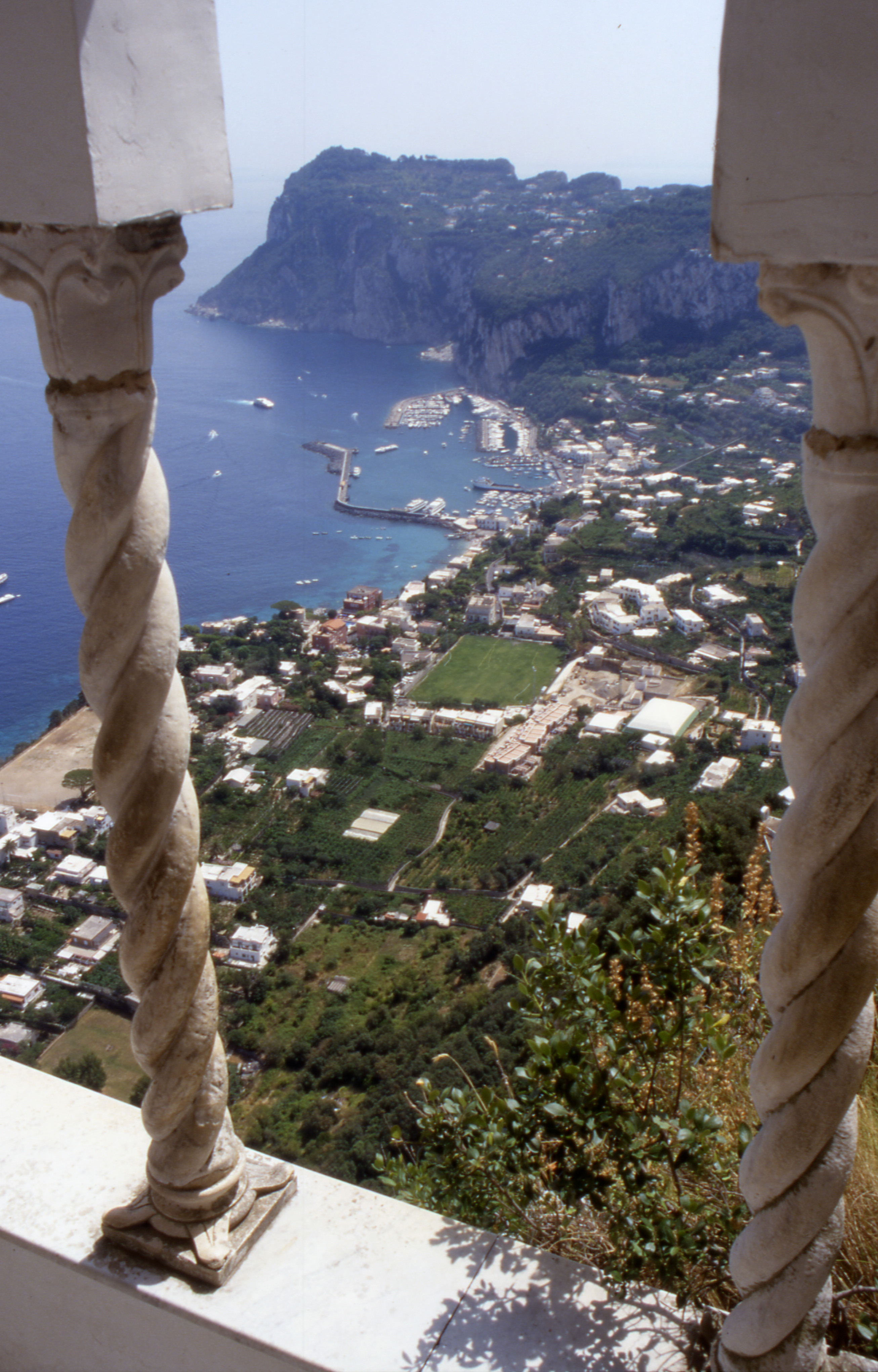
Veduta del porto di Marina Grande dalla Villa San Michele

Sull'isola è presente una funicolare e la seggiovia del monte Solaro. La mobilità urbana è affidata a minibus. Il porto situato a Marina Grande è collegato principalmente con quello di Napoli.

### Collegamenti marittimi
Per arrivare a Capri bisogna passare prima per i porti di Napoli o Sorrento e, da Pasqua a ottobre, anche da Castellammare di Stabia, Amalfi, Positano, Seiano o Salerno. I traghetti, adibiti anche al trasporto dei veicoli, partono solo dal porto di Napoli. Da Napoli il tempo medio di navigazione è di 80 minuti con nave traghetto e di 50 minuti con aliscafo o nave veloce. Da Sorrento, invece, è di 20-25 minuti con aliscafo o nave veloce. Per disciplinare il traffico dei veicoli durante i mesi estivi e il periodo natalizio è in vigore una specifica ordinanza del prefetto che vieta l’afflusso e la circolazione sull’isola degli autoveicoli, motoveicoli e ciclomotori appartenenti a persone non facenti parte della popolazione stabilmente residente nei comuni di Capri e Anacapri.

## Suddivisione amministrativa
Il territorio dell'isola di Capri è suddiviso in due comuni:
| Comune   | Popolazione | CAP   |
| -------- | ----------- | ----- |
| Anacapri | 6 827       | 80071 |
| Capri    | 6 845       | 80073 |

## Media
- Telecapri